# Faulquemont
Faulquemont (tyska: Falkenberg) är en kommun i departementet Moselle i regionen Grand Est (tidigare regionen Lorraine) i nordöstra Frankrike. Kommunen ligger i kantonen Faulquemont som tillhör arrondissementet Boulay-Moselle. År 2022 hade Faulquemont 5 154 invånare.

## Befolkningsutveckling
Antalet invånare i kommunen Faulquemont
| Referens: INSEE |